# Cessation de paiements en France
Pour un article plus général, voir Cessation de paiements.
En droit français, une entreprise qui ne peut plus faire face à ses dettes est placée par ses dirigeants en procédure collective en constatant sa cessation des paiements (nommée aussi couramment « faillite », allusion à l'ancienne loi de 1967, ou « dépôt de bilan »). Cependant cessation des paiements et faillite ne doivent pas être confondues, la première n'entraînant pas nécessairement la seconde. La cessation des paiements correspond à un état d'illiquidité : l'impossibilité (momentanée) de faire face au passif exigible avec l'actif disponible, alors que la faillite correspond à un état d'insolvabilité : l'impossibilité (permanente) de faire face à tout le passif (échu et non échu) avec tout l'actif (disponible et illiquide). 

## Initiative de la constatation de l'état de cessation de paiements
L'état de cessation des paiements, de nature à entraîner l'ouverture d'une procédure collective, peut être constaté par le tribunal avec les origines suivantes :
- dans les cas les plus courants, ce sont les dirigeants qui prennent la décision de « déposer le bilan » ; il se matérialise par le dépôt d'une « déclaration de cessation des paiements » au tribunal de commerce ; les dirigeants ont l'obligation légale de déposer cette déclaration dans un délai de 45 jours à compter de l'état de cessation des paiements (impossibilité de faire face au passif échu avec l'actif disponible) ;
- par assignation d'un créancier (qui engage sa responsabilité en cas d'abus de droit) ;
- par saisine du ministère public (souvent informé par les salariés) ;
- sur saisine d'office du tribunal.

## Déroulement de la procédure après cessation de paiements
D'après le Code de commerce français, la « procédure de redressement judiciaire [est] ouverte à tout débiteur [qui est] dans l'impossibilité de faire face au passif exigible avec son actif disponible. »
Le « passif exigible » est le passif devant donner lieu à un paiement immédiat (salaires, charges, factures à échéance, etc.). L'« actif disponible » est tout ce qui est susceptible d'être immédiatement transformé en liquidités (créances clients, traites escomptables, valeurs mobilières, le cas échéant machines ou biens non indispensables à l'activité réalisables rapidement).
Concrètement, l'entreprise se trouvant dans l'impossibilité de payer ses dettes doit, dans les quarante-cinq jours qui suivent, faire une déclaration de cessation de paiement au greffe du tribunal de commerce pour les entreprises commerciales (SA, SARL, ..) ou au greffe du tribunal de grande instance pour les autres entreprises (Associations, professions libérales, ) à moins qu'il ne demande l'ouverture d'une procédure de conciliation.
Une fois la cessation déclarée, le dirigeant doit attendre la convocation à l'audience du tribunal dans un délai moyen de huit à quinze jours.
Le tribunal examine, en présence du dirigeant, l'état de la société. En fonction des documents comptables remis lors de la déclaration et des explications du dirigeant, le tribunal prononce usuellement l'ouverture d'une procédure de redressement judiciaire assortie d'une période d'observation.
Cette période, de trois à six mois, est assortie de la nomination éventuelle (seuil fixé par décret) d'un administrateur judiciaire chargé de contrôler la gestion, d'évaluer le passif et l'actif de la société et de répertorier les créanciers et débiteurs. L'administrateur assiste le dirigeant pendant cette période mais le dirigeant reste chargé du fonctionnement quotidien de l'activité.
Une fois le jugement prononcé, les dettes antérieures sont « gelées » jusqu'à la présentation du rapport de l'administrateur judiciaire auprès du Tribunal.
Trois cas peuvent se présenter à l'issue (ou pendant) la période d'observation :
1. l'entreprise paraît viable, son défaut de paiement était temporaire (retard de paiement d'un gros client, sinistre des locaux, etc.). Le tribunal de commerce peut décider, sur proposition de l'administrateur et du dirigeant, de l'étalement de la dette et de la poursuite d'activité ;
2. l'entreprise n'est pas viable en l'état (charges trop importantes, marché dégradé, etc.) mais un repreneur est intéressé par la reprise de tout ou partie de l'activité. C'est la cession d'activité[3] ;
3. l'entreprise n'est pas viable et aucun repreneur crédible ne s'est manifesté pour racheter l'actif, le fonds de commerce, le droit au bail. C'est la liquidation judiciaire.

La cessation de paiement est la condition d’ouverture des procédures de redressement judiciaire et de liquidation, mais non de la procédure de sauvegarde, possible en France depuis janvier 2006 (inspirée du Chapter 11 du droit américain).

## Quand est-on en situation de cessation de paiement?
La notion de cessation de paiement donne lieu à une certaine marge d'appréciation car la définition s'est construite de façon jurisprudentielle et n'est pas clairement décrite et explicitée dans la loi. En pratique, il existe encore des divergences de traitement liées à l'appréciation ou non de la situation de cessation de paiement.
Une des positions possibles est d'estimer que la situation de cessation des paiements est celle où l'actif disponible ne peut permettre de faire face au passif exigible.
De nombreuses interprétations de bon sens permettent de moduler cette règle :
- une société qui a des difficultés mais qui attend un gros règlement ou un gros contrat peut valablement considérer qu'elle n'est pas en situation de cessation de paiements ;
- dans le même esprit, la perspective de vente d'un actif important (terrain, usine, filiale), avec des négociations sérieusement engagées et proches d'aboutir, peut justifier le report d'une décision de déclaration de cessation de paiements ;
- a contrario, une situation financière qui se dégrade, des impayés récurrents et un marché en régression sans perspective d'amélioration peuvent justifier la déclaration même si actif et passif s'équilibrent encore.

La date de cessation des paiements présente des aspects importants :
- elle détermine la période suspecte : entre la date de cessation des paiements finalement retenue et le jugement d’ouverture (redressement ou liquidation), l'administrateur judiciaire pourra examiner toutes les opérations pour les remettre en question (cette période suspecte pouvant remonter aux dix-huit mois précédant l'ouverture de la procédure collective) ;
- elle détermine le cas répréhensible de déclaration tardive, dans lequel le dirigeant a volontairement poursuivi une activité compromise en aggravant son passif (banqueroute).

Si cette déclaration tardive s'est doublée d'abus du dirigeant (abus de biens sociaux, salaire surévalué, transfert d'actif vers d'autres sociétés dans lesquelles il avait des intérêts, paiements préférentiels durant la période suspecte, vente d'actifs importants...), le Tribunal pourra décider de sa responsabilité et lui réclamer un comblement de passif sur ses biens propres.

## La préparation de la déclaration de cessation de paiements
C’est un document qui reprend de façon globale tous les éléments d’actifs et de passifs de manière détaillée. Ce document va permettre d’apprécier la situation de l’entreprise, de donner la liste des créanciers ainsi que de voir la responsabilité du dirigeant.
Une fois déposé au tribunal, celui-ci donne accusé de réception et fixe une date pour l’audience entre un et quinze jours.
La déclaration de cessation de paiement doit être accompagnée des comptes annuels du dernier exercice, d'un extrait d'immatriculation au RCS ou au RNM, du nombre, du nom et de l'adresse des salariés, du montant du chiffre d'affaires du dernier exercice comptable, de l'état chiffré des créances et des dettes, d'une situation de trésorerie datant de moins d'un mois, de l'état actif et passif des sûretés et des engagements hors bilan, de l'inventaire sommaire des biens du débiteur.

## Faillite d'État
En certains cas, il se peut qu'une Nation entière soit en faillite. Ce cas de figure arrive lorsqu'un État ne peut plus rembourser ses créanciers (banques, etc.).
Contrairement aux autres entités, un État peut effacer légalement ses dettes et ignorer ses créanciers, comme l'ont fait l'Argentine ou l'Islande, mais cette « solution » économique radicale ne peut être utilisée que dans des cas d'extrêmes faillites.
La faillite la plus importante que la France ait connue a eu lieu en 1788 sous le règne de Louis XVI et sera une des causes de la Révolution.

## Quelques cessation de paiement ou faillites célèbres
- Air Lib
- Union générale
- Boussac
- La Cinq
- Moulinex (2001)
- Lip (montres)
- Félix Potin
- CAMIF (2008)
- Virgin Mégastore (2013)
- Thomas Cook (2019)